# Sakmara (Oblast' di Orenburg)
Sakmara (in russo Сакмара?) è un villaggio della Russia europea sudorientale, situato nell'oblast' di Orenburg; è il centro amministrativo del rajon Sakmarskij.
Si trova sulla riva destra del fiume Sakmara, 42 km a nord-est di Orenburg.